# Rotationszugbiegen
Das Rotationszugbiegen ist ein weit verbreitetes und präzises Biegeverfahren für Rohre mit kleinem Biegeverhältnis (Biegeradius/Rohrdurchmesser) und hohem Wanddickenfaktor (Rohrdurchmesser/Wanddicke). Gebogen werden überwiegend Rohre aus Stahl, Edelstahl, Aluminium, Kupfer, Messing und anderen biegbaren Legierungen. Da die Umformung bei diesem Verfahren unterhalb der Rekristallisationstemperatur des Werkstoffs stattfindet, spricht man auch von einer Kaltumformung.

## Verfahren und Biegewerkzeuge
Beim Rotationszugbiegen wird das Rohr mit Hilfe einer äußeren Spannbacke zwischen dem formgebenden Werkzeug (Biegeschablone, Biegerolle, Biegeform) mit integrierter innerer Spannbacke und dieser äußeren Spannbacke geklemmt und durch Drehung beider Werkzeuge um die sogenannte Biegeachse gleichsam um die Biegeschablone „herumgezogen“. Der hintere, gerade Schenkel des Rohres wird dabei von einer Gleitschiene (Gleitstück), die als Gegenlager die aus der Biegung resultierenden Querkräfte aufnimmt, gestützt. Die Biegeschablone ist von ihren Maßen her speziell auf den Außendurchmesser des Rohres abgestimmt und gibt auch den Radius der Biegung vor. Sie stützt während der Umformung den Innenbereich des Bogens. Aufgrund des elastisch-plastischen Verformungsverhaltens metallischer Werkstoffe federt das Rohr nach Entlastung (d. h. nach dem Öffnen der Klemmung) um einen bestimmten Winkelbetrag, den sogenannten Rückfederungswinkel, zurück. Gleichzeitig kommt es zu einer geringfügigen Erhöhung des Bogenradius (Auffederung). Dieses Werkstoffverhalten kann aber bereits bei der Konstruktion der Biegewerkzeuge entsprechend berücksichtigt werden.
Während des Biegeprozesses erfahren die inneren Werkstückschichten des Rohrbogens eine Druckbeanspruchung verbunden mit einer Materialstauchung, während die äußeren Schichten auf Zug beansprucht und in Schenkelrichtung gedehnt werden. Der Bogen neigt dazu, nach innen einzufallen oder einzuknicken. Um den Rohrquerschnitt weitestgehend zu erhalten und eine übermäßige Materialaufstauchung im Innenbereich (Faltenbildung) während des Biegens zu verhindern, kommen mit dem Biegedorn und dem Faltenglätter zwei zusätzliche Biegewerkzeuge zum Einsatz. Der Biegedorn wird im Innern des Rohres bis in die Umformzone hineingeschoben und verhindert dort das Einfallen des Rohrquerschnitts. Abhängig von Biegeverhältnis und Wanddickenfaktor können verschiedene Dorntypen verwendet werden, die unterschiedlich weit in den Bogenbereich hineinreichen.
Grundsätzlich unterscheidet man folgende Dorntypen:
- Stopfendorn (oder Fingerdorn)
- Löffeldorn (mit geformten Ende)
- Kugeldorn (besitzt eine bewegliche Kugel am Ende)
- Gliederdorn (besitzt mehrere an Gelenken gelagerte Kugeln)

Der Faltenglätter wiederum ist ein Formstück, das hinter der Umformzone zwischen das Rohr und die Biegeschablone eingeschoben wird, um dort die Bildung von Falten am Innenbogen zu verhindern. Besonders bei den Biegewerkzeugen Gleitschiene, Dorn und Faltenglätter ist auf eine geeignete Werkstoffauswahl zu achten, um die auftretenden Reibungskräfte während des Biegeprozesses zu minimieren.

## Rotationszugbiegemaschinen
Moderne Rotationszugbiegemaschinen sind Umformmaschinen, bei denen je nach Automatisierungsgrad eine Steuerung der Biegeachse, der Rohrtransport- und Rotationsachsen bis hin zu diversen Hilfs- und Nebenachsen möglich ist. Der Antrieb erfolgt dabei hydraulisch, elektrisch oder auch hybrid. Teilautomatisierte Maschinen werden häufig in der Anpassverrohrung oder der Vor-Ort-Verrohrung auf Baustellen eingesetzt, während vollautomatische CNC-Rohrbiegemaschinen vorwiegend in der Rohrvorfertigung, von der flexiblen Einzelfertigung bis hin zur Serienfertigung von Rohrbiegeteilen, Verwendung finden. Der Biegeprozess selbst kann durch den Einsatz einer speziellen Rohrbiegesoftware deutlich vereinfacht werden, da so die zur Steuerung des Biegeprozesses benötigten Daten (Biegewinkel, Transport- und Rotationswerte) automatisiert berechnet und an die Rohrbiegemaschine übergeben werden können.

## Grenzen des Rotationszugbiegens
Das Rotationszugbiegen ist sehr gut für kleine Biegeverhältnisse bzw. Biegefaktoren geeignet. Über die verschiedenen Dorntypen kann zudem hinsichtlich des Wanddickenfaktors der Rohre ein großer Einsatzbereich realisiert werden.
Neben den verwendeten Biegewerkzeugen haben auch die werkstoffspezifischen Eigenschaften des Rohrmaterials Einfluss auf die Biegegrenzen. Unterhalb einer dehnungsbedingten Biegegrenze ist das Biegen unmöglich. Es kommt zu Faltenbildung und/oder Rissbildung während des Biegevorgangs. Der Werkstoff versagt.